# Lijst van heersers van Saksen

Wapen van Saksen

Dit is een lijst van hertogen, keurvorsten en koningen van Saksen.

## Hertogen vanSaksen
- 743–807: Widukind (eerste bij naam bekende hertog)
- 799-827: Wigbert

### Huis derLiudolfingersofOttonen(850–961)
- ca 850–866 Liudolf van Saksen
- ca 866–880 Brun van Saksen
- 880–912 Otto I van Saksen
- 912–936 Hendrik I de Vogelaar (ook Duits koning)
- 936–961 Otto II de Grote (als Otto I ook Duits koning en keizer)

### Huis derBillungers(961–1106)
- 961–973: Herman Billung
- 973–1011: Bernhard I
- 1011–1059: Bernhard II
- 1059–1072: Ordulf
- 1072–1106: Magnus

### Huis Supplinburg(1106–1127)
- 1106–1127: Lotharius van Supplinburg (ook Duits koning en keizer)

### Huis derWelfen(1138–1139)
- 1138–1139: Hendrik II (ook hertog van Beieren)

### Huis derAscaniërs(1139–1142)
- 1139–1142: Albrecht I de Beer

### Huis derWelfen(1142–1180)
- 1142–1180: Hendrik III de Leeuw (ook hertog van Beieren)

### Hertogdom Saksen (1180–1296), Huis derAscaniërs
- 1180–1212: Bernhard III
- 1212–1260: Albrecht I

Na Albrechts dood opdeling in Saksen-Wittenberg en Saksen-Lauenburg.

## Hertogen vanSaksen-Lauenburg(1261–1689)

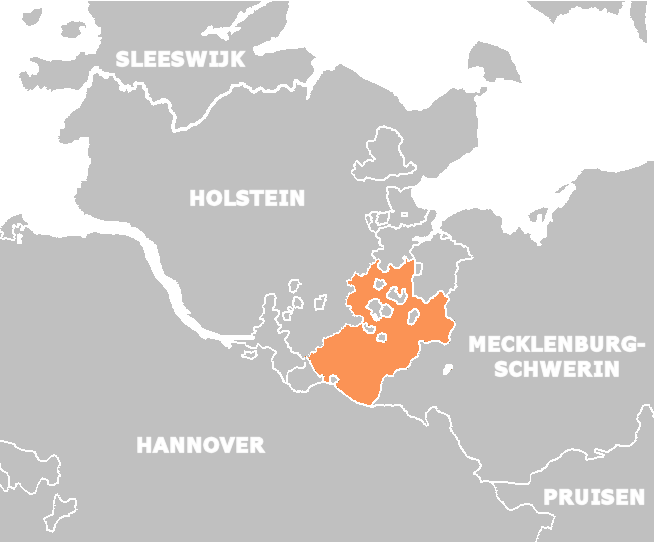
Saksen-Lauenburg 1848

- 1261–1285: Johan I van Saksen-Lauenburg
- 1296–1305: Erik I van Saksen-Lauenburg, Albrecht III van Saksen-Lauenburg, Johan II van Saksen-Lauenburg

splitsing in Ratzeburg-Lauenburg en Bergedorf-Mölln
Ratzeburg-Lauenburg 
- 1305–1360: Erik I van Saksen-Lauenburg  en Albrecht III van Saksen-Lauenburg (-1308)
- 1360–1368: Erik II van Saksen-Lauenburg over Ratzeburg-Lauenburg
- 1368–1401: Erik IV over Ratzeburg-Lauenburg

Bergedorf-Mölln
- 1305–1322: Johan II van Saksen-Lauenburg
- 1322–1343: Albrecht IV van Saksen-Lauenburg
- 1343–1356: Johan III van Saksen-Lauenburg
- 1356–1370: Albrecht V van Saksen-Lauenburg
- 1370–1401: Erik III van Saksen-Lauenburg

hereniging
- 1401–1412: Erik IV
- 1412–1436: Erik V regeerde samen met Johan IV
- 1436–1463: Bernhard II
- 1463–1507: Johan V
- 1507–1543: Magnus I
- 1543–1571: Frans I
- 1571–1574: Magnus II
- 1574–1581: Frans I (opnieuw)
- 1581–1588: Magnus II (opnieuw), regeerde samen met Maurits en Frans II
- 1581–1612: Maurits, regeerde samen met Magnus IIen Frans II
- 1581–1619: Frans II, regeerde eerst samen met Magnus II en Maurits, vanaf 1612 alleen
- 1619–1656: August
- 1656–1665: Julius Hendrik
- 1665–1666: Frans Erdmann
- 1666–1689: Julius Frans
- 1689: vereniging met Brunswijk-Lüneburg

## Hertogen vanSaksen-Wittenberg, Huis der Ascaniërs (1260–1356)
- 1260–1298: Albrecht II
- 1298–1356: Rudolf I
- 1356: verheffing tot keurvorstendom.

## Keurvorsten van Saksen

### Keurvorstendom Saksen (1356-1423), Huis der Ascaniërs
- 1356–1370: Rudolf II
- 1370–1388: Wenceslaus
- 1388–1419: Rudolf III
- 1419–1422: Albrecht III, de Arme.

Na de dood van Albrecht wordt markgraaf Frederik de Strijdbare van Markgraafschap Meißen met Saksen beleend.

### Keurvorstendom Saksen (1423-1485),Huis Wettin
- 1422–1428: Frederik I de Strijdbare
- 1428–1464: Frederik II de Zachtmoedige
- 1428–1445: Willem III de Dappere
- 1464–1486: Ernst
- 1486: Deling van Leipzig onder de broers Albrecht en Ernst

## Hertogen van Saksen en vanaf 1547 keurvorsten van Saksen uit deAlbertijnse linie (Huis Wettin)

### Hertogdom Saksen (1485–1547)
- 1485–1500: Albrecht de Kloekmoedige
- 1500–1539: Joris (George) met de Baard
- 1539–1541: Hendrik V de Vrome
- 1541–1547: Maurits
- 1547: bij de Capitulatie van Wittenberg verkrijgen van keurvorstelijke waardigheid van de Ernestijnse linie

### Keurvorstendom Saksen (1547-1806)uit de Albertijnse linie
- 1547–1553: Maurits
- 1553–1586: August
- 1586–1591: Christiaan I
- 1591–1611: Christiaan II
- 1611–1656: Johan George I
- 1656: afsplitsing van Saksen-Weißenfels, Saksen-Merseburg en -Zeitz
- 1656–1680: Johan George II
- 1680–1691: Johan George III
- 1691–1694: Johan George IV
- 1694–1733: Frederik August I de Sterke (ook koning van Polen)
- 1733–1763: Frederik August II (ook koning van Polen)
- 1763: Frederik Christiaan
- 1763–1806: Frederik August III de Rechtvaardige
- 1806: Frederik August III wordt als Frederik August I tot koning verheven.

#### Hertogen vanSaksen-Zeitz(1656–1718)
- 1656–1681: Maurits
- 1681: afsplitsing van Saksen-Neustadt
- 1681–1718: Maurits Willem
- 1718 herenigd met Keurvorstendom Saksen

##### Hertog vanSaksen-Neustadt(1681-1713)
- 1681–1713: Frederik Hendrik
- 1713 herenigd met Hertogdom Saksen-Zeitz

#### Hertogen vanSaksen-Merseburg(1656–1738)
- 1656–1691: Christiaan I
- 1691–1694: Christiaan II
- 1694–1731: Maurits Willem
- 1731–1738: Hendrik
- 1738 herenigd met Keurvorstendom Saksen

#### Hertogen vanSaksen-Weißenfels(1656–1746)
- 1656–1680: August
- 1680–1697: Johan Adolf I
- 1697–1712: Johan George
- 1712–1736: Christiaan
- 1736–1746: Johan Adolf II
- 1746 herenigd met Keurvorstendom Saksen

## Koningen van Saksen(1806–1918)
- 1806–1827: Frederik August I de Rechtvaardige (ook hertog van Warschau)
- 1827–1836: Anton
- 1836–1854: Frederik August II
- 1854–1873: Johan
- 1873–1902: Albert
- 1902–1904: George
- 1904–1918: Frederik August III
- 1918: afschaffing van de monarchie in de Novemberrevolutie.

## Keurvorsten en vanaf 1547 hertogen van Saksen,Ernestijnse linie

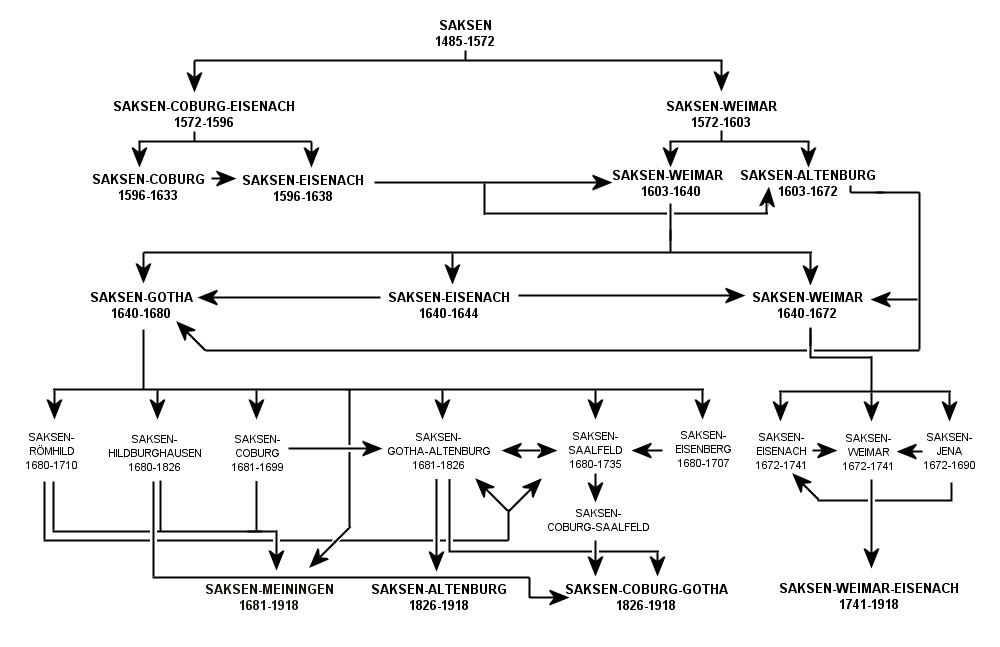
Staatkundige ontwikkeling van de Ernestijnse hertogdommen

### Keurvorstendom Saksen (1485-1547)
- 1464–1486: Ernst
- 1486–1525: Frederik III de Wijze
- 1525–1532: Johan de Standvastige
- 1532–1547: Johan Frederik de Grootmoedige
- 1541 afsplitsen Hertogdom Saksen-Coburg (1541-1553)
- 1547 na de Schmalkaldische Oorlog en de Capitulatie van Wittenberg (1547) verlies van keurvorstelijke titel en grote delen grondgebied

#### Hertogdom Saksen-Coburg (1541-1553)
- 1541–1553: Johan Ernst, na zijn dood vervalt weer aan zijn broer Johan Frederik

### Hertogdom Saksen (1547-1572)
- 1547 - 1554: Johan Frederik I de Grootmoedige
- 1554 - 1566: Johan Frederik II de Middelste en Johan Willem
- 1566 - 1572: Johan Willem
- 1573 Deling  Saksen-Weimar en Saksen-Coburg-Eisenach

### Hertogen vanSaksen-Coburg-Eisenach(1572–1633)
- 1572–1633: Johan Casimir
- 1572–1638: Johan Ernst,
- vanaf 1596 Johan Casimir alleen Hertogdom Saksen-Coburg (1596-1633), Johan Ernst alleen Vorstendom Saksen-Eisenach (1596-1638)
- 1638: verdeling tussen Saksen-Weimar en Saksen-Altenburg

### Hertogdom Saksen-Weimar (1572-1603)
- 1572–1602: Frederik Willem I
- 1603 verdeling in Saksen-Weimar, Saksen-Altenburg

### Hertogdom Saksen-Altenburg (1603-1672)
- 1603–1618: Johan Filips, Frederik, Johan Willem en Frederik Willem II
- 1618–1639: Johan Filips
- 1639–1669: Frederik Willem II Posthumus
- 1669–1672: Frederik Willem III
- 1672: vereniging met Saksen-Gotha

### Hertogdom Saksen-Weimar (1603-1640)
- 1602–1605: Johan III
- 1605–1620: Johan Ernst I
- 1620–1662: Willem
- 1640 verdeling in Saksen-Weimar, Saksen-Gotha, Saksen-Eisenach

#### Hertogen vanVorstendom Saksen-Eisenach (1640-1644)
- 1641–1644: Albrecht
- 1644–1662: Eisenach is deel van Saksen-Weimar

#### Hertogdom Saksen-Weimar (1640-1672)
- 1640–1662: Willem van Saksen-Weimar
- 1662–1683: Johan Ernst II
- 1672: verdeling in Saksen-Weimar, Saksen-Eisenach  en Hertogdom Saksen-Jena

##### Vorstendom Saksen-Eisenach (1672-1741)
- 1662–1668: Adolf Willem
- 1668–1671: Willem August
- 1672–1686: Johan George I
- 1686–1698: Johan George II
- 1698–1729: Johan Willem
- 1729–1741: Willem Hendrik
- 1741: Eisenach komt definitief bij Saksen-Weimar tot Hertogdom Saksen-Weimar-Eisenach

##### Hertog vanSaksen-Marksuhl(1662–1672)
- 1662–1672: Johan George (tevens Saksen-Eisenach 1672–1686)
- 1672: samenvoeging met Saksen-Eisenach

##### Hertogen vanSaksen-Jena(1672–1690)
- 1672–1678: Bernhard
- 1678–1690: Johan Willem
- 1690: verdeling tussen Saksen-Weimar en Saksen-Eisenach

##### Hertogdom Saksen-Weimar (1672-1741)
- 1672–1683: Johan Ernst II
- 1683–1707: Johan Ernst III
- 1683–1728: Willem Ernst
- 1728–1741: Ernst August I
- 1741: vereniging van Saksen-Weimar en Saksen-Eisenach in Hertogdom Saksen-Weimar-Eisenach

###### Hertogen vanSaksen-Weimar-Eisenach(1741-1815)
- 1741–1748: Ernst August I
- 1748–1758: Ernst August II Constantijn
- 1758–1815: Karel August

###### Groothertogen van Saksen-Weimar-Eisenach (1815–1918)

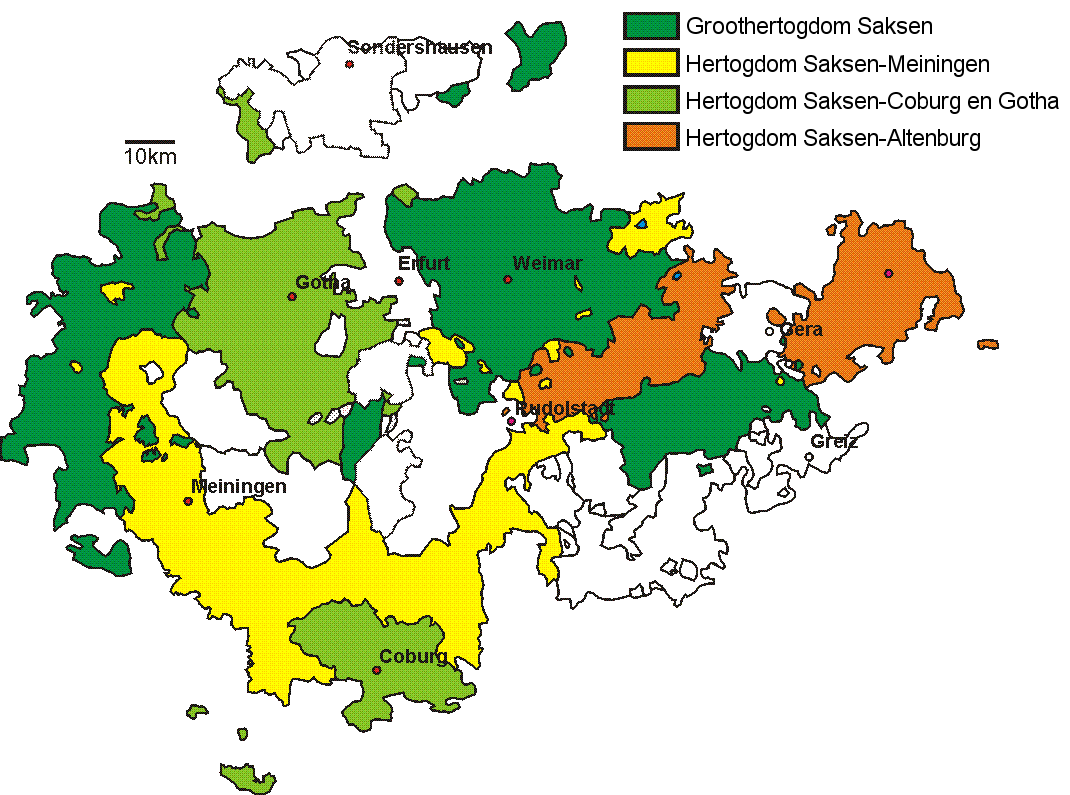
De Ernestijnse hertogdommen in 1910

- 1815–1828: Karel August
- 1828–1853: Karel Frederik
- 1853–1901: Karel Alexander
- 1901–1918: Willem Ernst
- 1918: republiek

#### Hertogdom Saksen-Gotha (1640-1680)
- 1640–1674: Ernst I de Vrome
- 1674–1680: Frederik I
- 1680: verdeling in Saksen-Gotha-Altenburg, Saksen-Coburg, Saksen-Meiningen, Saksen-Römhild, Saksen-Eisenberg, Saksen-Hildburghausen en Saksen-Saalfeld

##### Hertog vanSaksen-Eisenberg(1680-1707)
- 1680–1707: Christiaan
- 1707: samenvoeging met Saksen-Gotha-Altenburg

##### Hertogen vanSaksen-Gotha-Altenburg(1680-1825)
- 1680–1691: Frederik I
- 1691–1732: Frederik II
- 1732–1772: Frederik III
- 1772–1804: Ernst II
- 1804–1822: August
- 1822–1825: Frederik IV
- 1825: verdeling in Saksen-Coburg en Saksen-Meiningen

##### Hertog vanSaksen-Römhild(1680-1710)
- 1680–1710: Hendrik
- 1710: verenigd met Saksen-Meiningen

##### Hertogen vanSaksen-Hildburghausen(1680-1826)
- 1680–1715: Ernst
- 1715–1724: Ernst Frederik I
- 1724–1745: Ernst Frederik II
- 1745–1780: Ernst Frederik III
- 1780–1826: Frederik vanaf 1806 werd het gebied officieel een hertogdom (tevens Saksen-Altenburg 1826–1834)
- 1826: samenvoeging met Saksen-Meiningen

##### Hertogen vanSaksen-Meiningen(1681-1918)
- 1681–1706: Bernhard I
- 1706–1724: Ernst Lodewijk I
- 1724–1729: Ernst Lodewijk II
- 1729–1743: Karel Frederik
- 1743–1746: Frederik Willem
- 1746–1763: Anton Ulrich
- 1763–1782: Karel Willem
- 1782–1803: George I
- 1803–1866: Bernhard II
- 1866–1914: George II (1826–1914)
- 1914–1918: Bernhard III
- 1918: republiek

##### Hertogdom Saksen-Coburg (1680-1699)
- 1681–1699: Albrecht
- 1699: uitsterven Saksen-Coburg, bezetting door Saksen-Saalfeld
- 1699–1729: Johan Ernst
- 1729–1735: Christiaan Ernst
- 1735: samenvoeging van Saksen-Coburg en Saksen-Saalfeld in Saksen-Coburg-Saalfeld

##### Hertogen van Saksen-Saalfeld(1680-1735)
- 1680–1729: Johan Ernst
- 1729–1735: Christiaan Ernst
- 1735 : samenvoeging van Saksen-Saalfeld en Saksen-Coburg tot Saksen-Coburg-Saalfeld

###### Hertogen vanSaksen-Coburg-Saalfeld(1735-1826)
- 1735–1745: Christiaan Ernst, samen met zijn broer Frans Jozias
- 1745–1764: Franz Josias
- 1764–1800: Ernst Frederik
- 1800–1806: Frans
- 1806–1826: Ernst I

###### Hertogen vanSaksen-Coburg en Gotha(1826-1918)
- 1826–1844: Ernst I
- 1844–1893: Ernst II
- 1893–1900: Alfred
- 1900–1918: Karel Eduard
- 1918: republiek

###### Hertogdom Saksen-Altenburg (1826-1918)
- 1826–1834: Frederik
- 1834–1848: Jozef
- 1848–1853: George
- 1853–1908: Ernst I
- 1908–1918: Ernst II
- 1918: republiek